# 하구정
하구정(何求亭)은 대한민국 전라남도 고흥군 두원면 용산리에 있다. 2019년 9월 25일 고흥군의 향토문화재 제9호로 지정되었다.

## 개요
하구정은 대한제국이 일제에 강제병합되면서 민족말살정책에 맞서 민족의식을 고취하고, 후학 양성을 위해 1923년 설립된 정각(亭閣)으로 당대 호남지역 문인들을 초빙하여 시화와 학문을 공유하던 곳이다. 
1918년 3월 박형득(朴炯得, 字 德哉, 丙子生)이 종숙(從叔) 박재빈(朴在彬, 字 采珍, 丙子生)과 더불어, 당내(堂內)의 박형순(朴炯順 字 性哉 辛巳生), 박형심(朴炯心 字 敬哉 癸未生), 박형복(朴炯福 字 南賢 壬寅生)에게 권유하여 하구정 건립계를 맺고, 모금운동을 전개하여 찬조원, 기부원, 계외원, 동계, 족계의 협조로 목표를 겨우 달성했으나 1914년 1차세계대전과 1917년부터 연이은 가뭄과 흉년으로 어려움이 많았다.
1921년 착공하여 1923년 준공했으며, 이조판서를 역임한 석촌 윤용구와 남옥 송주의에게「何求亭記(1925)」를 받았고, 1926년 3월 여산 송봉호의 개축「상량문」을 받았다. 이후(1929년) 외기재 송경숙에게서「하구정기」를 받았다.
이상 정자의 건축적 의미와 잔존하는 현판들의 가치로 보아 보존 관리할 학술적 가치가 크다.

## 지정 사유
대한제국이 일제에 강제병합 되면서 민족 말살에 항거하며, 민족의식을 고취하고 후학양성을 위해 설립된 곳으로 당대 호남지역 문인들의 기문이 현존하여 경관적, 자료적, 학술적 가치가 매우 크다.